# Liste der Biografien/Hena
Liste der Biografien |
Portal Biografien |
Personensuche
# |
A |
B |
C |
D |
E |
F |
G |
H |
I |
J |
K |
L |
M |
N |
O |
P |
Q |
R |
S |
T |
U |
V |
W |
X |
Y |
Z |
?
 
Ha |
Hd |
He |
Hi |
Hj |
Hk |
Hl |
Hm |
Hn |
Ho |
Hr |
Hs |
Ht |
Hu |
Hv |
Hw |
Hy
 
Hea |
Heb |
Hec |
Hed |
Hee |
Hef |
Heg |
Heh |
Hei |
Hej |
Hek |
Hel |
Hem |
Hen |
Heo |
Hep |
Heq |
Her |
Hes |
Het |
Heu |
Hev |
Hew |
Hex |
Hey |
Hez
 
Hena |
Henb |
Henc |
Hend |
Hene |
Henf |
Heng |
Henh |
Heni |
Henj |
Henk |
Henl |
Henm |
Henn |
Heno |
Henq |
Henr |
Hens |
Hent |
Henu |
Henv |
Henw |
Heny |
Henz
Die Liste der Biografien führt alle Personen auf, die in der deutschsprachigen Wikipedia einen Artikel haben. Dieses ist eine Teilliste mit 20 Einträgen von Personen, deren Namen mit den Buchstaben „Hena“ beginnt.

## Hena

### Henab
- Henabery, Joseph (1888–1976), US-amerikanischer Regisseur, Schauspieler, Drehbuchautor und Produzent

### Henaf
- Henaff, Célia (* 2004), französische Biathletin
- Hénaff, Marcel (1942–2018), französischer Philosoph und Ethnologe, Hochschullehrer

### Henag
- Henagan, Barnabas Kelet (1798–1855), US-amerikanischer Politiker

### Henai
- Henaine, Gaspar (1926–2011), mexikanischer Schauspieler

### Henan
- Henana von Adiabene, Theologe und Rektor der Schule von Nisibis

### Henao
- Henao Cadavid, José Luis (* 1954), kolumbianischer Geistlicher, römisch-katholischer Bischof von Líbano-Honda
- Henao del Río, Medardo de Jesús (* 1967), kolumbianischer Ordensgeistlicher, Apostolischer Vikar von Mitú
- Henao, Sebastián (* 1993), kolumbianischer Radrennfahrer
- Henao, Sergio (* 1987), kolumbianischer Radrennfahrer
- Henao, Zulay (* 1979), kolumbianisch-amerikanische SchauspielerinZulay Henao (* 1979)

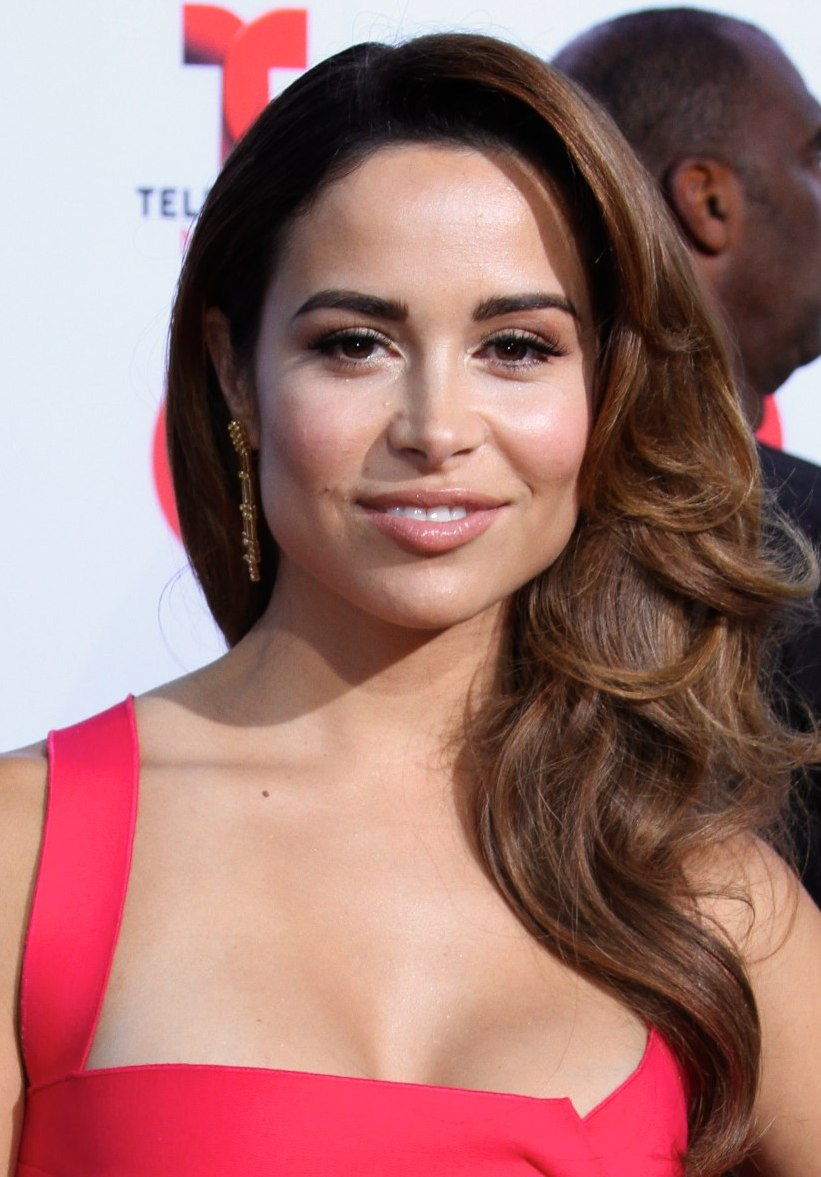
Zulay Henao (* 1979)

### Henar
- Hénard, Eugène (1849–1923), französischer Architekt und Städteplaner
- Hénard, Jacqueline (* 1957), deutsch-französische Journalistin und Publizistin
- Hénard, Nicolas (* 1964), französischer Segler
- Henare, Peeni (* 1980), neuseeländischer Politiker der New Zealand Labour Party
- Hénart, Laurent (* 1968), französischer Politiker

### Henat
- Henatsch, Martin (* 1963), deutscher Kunstwissenschaftler und Ausstellungsmacher

### Henau
- Henauer, Walter (1880–1975), Schweizer Architekt
- Hénault, Charles-Jean-François (1685–1770), französischer Historiker, Literat und Aufklärer
- Henault, Raymond (* 1948), kanadischer Militär, General des Canadian Forces Air Command, Vorsitzender des Militärausschusses der NATO